# Karl Backman

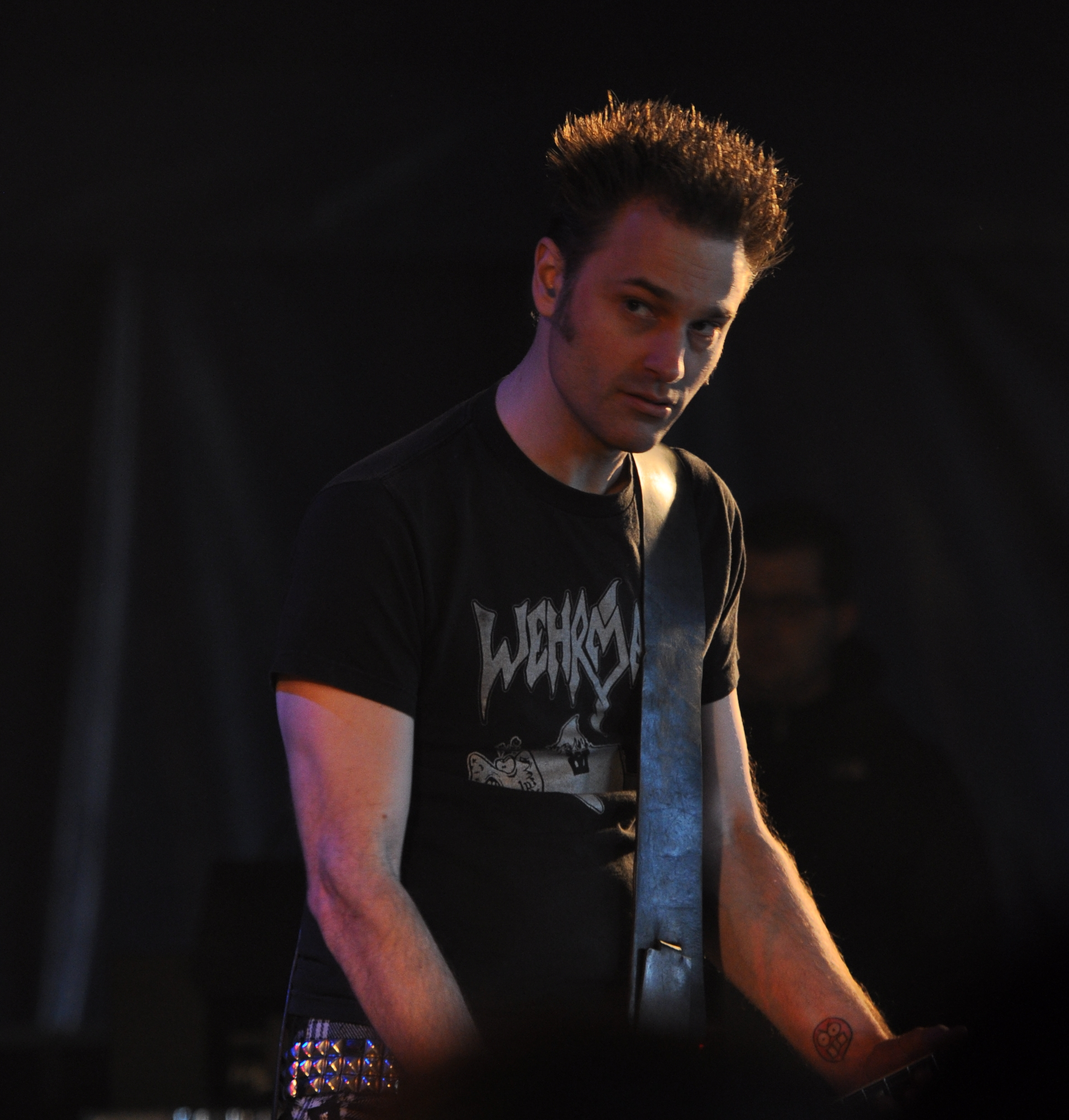
Karl Backman mit AC4 beim Groezrock-Festival 2013

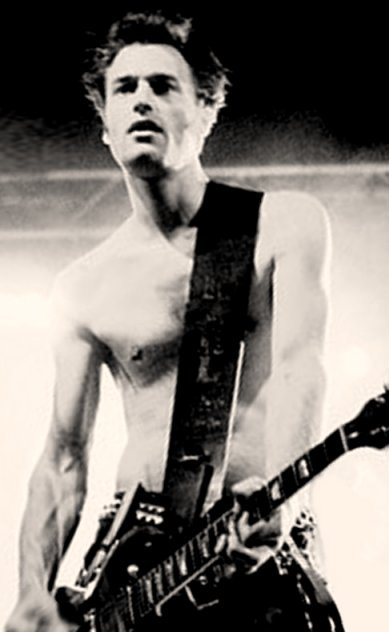
Karl Backman

Karl Backman (* 27. Oktober 1970 in Umeå) ist ein schwedischer Musiker, Komponist und Künstler. Bekannt wurde er als Gitarrist der Hardcore-Band AC4.

## Musik
Backman begann seine musikalische Laufbahn 1982 in einem besetzten Haus als Gitarrist bei der Punk-Band Boredom Brothers. Die Band löste sich 1984 auf.
Zurück in einem besetzten Haus gründete er 1990 mit seinem Bruder Pelle Backman (Bassgitarre) und Jens Nordén (Schlagzeug) die Hardcore-Punk-Band The Vectors. Die Band erhielt ab 2000 Morddrohungen aus christlichen Lebensrechtsgruppen in den USA aufgrund ihrer Texte im Song Rape the Pope.
2008 gründete Backman AC4 zusammen mit Nordén und Ex-Refused Mitgliedern Dennis Lyxzén und David Sandström.
Im Sommer 2013 gründete Backman die Band The T-55’s.

## Kunst
Anfang der 1980er begann Backman verschiedene Flugblätter für Punk-Konzerte zu entwerfen. Er hat auch Plattencover entworfen.
Backman besuchte im Jahr 2010 die umzäunte Sperrzone, die in einem Umkreis von 30 Kilometern um die evakuierten Städte Tschernobyl und Pripjat nach der Katastrophe von Tschernobyl im Jahr 1986 errichtet wurde und fotografierte diese Orte.

„Ich wollte diesen Ort immer sehen, seit es passiert ist. Es ist ein sehr wichtiger Teil unserer jüngeren Geschichte. Ich finde es nicht grotesk. Es ist nicht anders, als wenn man das Kolosseum in Rom besichtigt, dort starben auch Menschen, oder Auschwitz.“

Im Jahr 2011 hatte er eine Gemälde-Ausstellung im Museum of Porn in Art in Zürich. Für diese Bilder-Serie arbeitete er mit den Pornodarstellerinnen Layla Rivera, Ashley Blue, Satine Phoenix, Summer Luv, Barbii Bucxxx und May Ling Su zusammen.

„Meine MoPiA Ausstellung befasst sich mit unserer Faszination für Sex und Gewalt, für das Leben und den Tod sowie mit unserer Anziehung zu Bildern, die als beschämend oder ungerecht angesehen werden. Wo wäre der Discovery-Channel ohne Adolf Hitler?“